# La confiance règne
Pour plus de détails, voir Fiche technique et Distribution.
La confiance règne est un film français réalisé par Étienne Chatiliez sorti sur les écrans en novembre 2004.

## Synopsis
À Mulhouse, Chrystèle et Christophe s'aiment mais elle est infidèle et il est idiot. Ces antihéros prolétaires, dont l'un a un père incestueux, se font engager comme domestiques et chapardent dès qu'ils en ont l'occasion.

## Fiche technique
- Titre : La confiance règne
- Réalisateur : Étienne Chatiliez, avec la collaboration de Carole Jimenez et de Eugenia Mellam
- Scénario et dialogues : Laurent Chouchan
- Producteur : Charles Gassot
- Sociétés de production : Téléma, Les Productions du Champ Poirier, TPS Star
- Sociétés de distribution : UGC Fox Distribution, TF1 Vidéo
- Chorégraphe de la scène de danse : Blanca Li
- Musique : Matthew Herbert
- Supervision musicale : Marie Sabbah
- Directeur de la photographie : Philippe Welt
- Montage : Catherine Renault
- Casting : Frédérique Moidon
- Décors : Elisabeth Lefort et Stéphane Makedonsky
- Costumes : Elisabeth Tavernier
- Cascades : Gilles Conseil
- Format : couleur, 1.85:1
- Son : Dolby
- Langue : français
- Genre : comédie
- Durée : 98 minutes
- Visa d'exploitation : 107696
- Budget : 12,75M€
- Box-office France : 494 712 entrées
- Date de sortie : 10 novembre 2004
- Dates de première diffusion TV : 6 mars 2007 à 22 h 40 sur TPS Star (crypté) / 14 juillet 2009 à 15 h 35 sur TF1 (clair)

## Distribution
- Cécile de France : Chrystèle Burrel
- Vincent Lindon : Christophe Gérard
- Éric Berger : Ludo Burrel
- Anne Brochet : Perrine Beverel
- Martine Chevallier : Françoise Térion
- Jacques Boudet : Philippe Térion
- Pierre Vernier : Jacques Térion
- Jean-Marc Roulot : Henri Beverel
- Érick Desmarestz : Jean
- Évelyne Didi : Madame Burrel, la mère de Chrystèle
- André Wilms : Monsieur Burel, le père de Chrystèle
- Anne Benoît : Gisèle, la châtelaine en Alsace
- Évelyne Istria : Mounie
- Claudie Guillot : Hélène Loustalier
- Béatrice Costantini : Françoise Terion 2
- Jean-Luc Porraz : le banquier
- Anne Fassio : Lydia Brébant
- Natacha Koutchoumov : Nadège
- Hervé Falloux : Le docteur
- François Vincentelli : le maître nageur
- Olivier Foubert : le premier voisin du dance-floor
- Catherine Hosmalin : Greta
- Marc Rioufol : le playboy
- Laurent Rey : Paul Loustalier
- Anthony Paliotti : le facteur
- François Clavier : le patron de l'hôtel
- Idit Cebula : Madame Finkel
- Laurent Schilling : Armand
- Hélène Roussel : Clothilde
- Marie-Thérèse Arène : Estelle
- Hélène Godec : la vendeuse du grand magasin
- Christophe Giordano : l'installateur TV
- Laurent Lévy : l'employé du Crédit municipal
- Jean-Paul Zucca : le prof de golf
- Muriel Amat : la vendeuse de chez Dior
- Florence d'Azémar : Myriam
- Didier Gircourt (voix)
- Nathalie Levy-Lang : La première voisine de Ladurée
- Marie Beltrami : La deuxième voisine de Ladurée
- Jorn Cambreleng : Le touriste allemand
- Isabelle Ferron : L'infirmière
- Jean Lorrain : M. Kreuof
- Fabrice Lotou : Le serveur du Plaza
- Macha Model : La prostituée russe
- Frédéric Nouhaud : Le voiturier
- Michel Ouimet : L'employé des Pompes funèbres
- Paul Rieger : Le vieux
- Cyrille Panchot : Le deuxième voisin sur le dance-floor
- Nicolas Thinot : Le moniteur de l'auto-école
- Raphaël Fuchs-Willig : Lucas Beverel
- César Domboy : Benjamin Finkel
- Lucas Chahuneau : Victor
- Eléonore Schoettel : La coiffeuse
- Jean-François Copé : Lui-même
- Remi Arrignon : voix additionnelles

## Autour du film
Le film a été tourné dans plusieurs lieux d'Alsace :
- Bas-Rhin
  - La Gare d'Erstein (les retrouvailles du couple)
  - À Strasbourg au Café Brant
- Haut-Rhin
  - La Gare de Colmar (introduction du film)
  - À Mulhouse : la Gare centrale, la rue de la Sinne (scène du vol d'argent au distributeur automatique de billets) et la place de la Réunion (dépose de la patronne chez le coiffeur avant de trouver le sac à main dans la voiture, avant le vol au D.A.B)
  - Rouffach (scène du jeu de pétanque sur la place de la ville)
  - Wittenheim (scène dans la cité minière: les retrouvailles avec la famille d'accueil de Chrystèle).

D'autres scènes ont été tournées à 
- Paris
- Calvados
  - Deauville (au Golf et au Casino Barrière et à l'hôtel Normandy Barrière) et Benerville-sur-Mer.

Le film a fait l'objet d'une projection en avant-première au cinéma Kinepolis de Mulhouse.